# Florbal Náchod
Florbal Náchod (podle sponzora také Florbal Primátor Náchod) je florbalový klub z Náchoda v Královéhradeckém kraji. Klub byl založen v roce 2001.

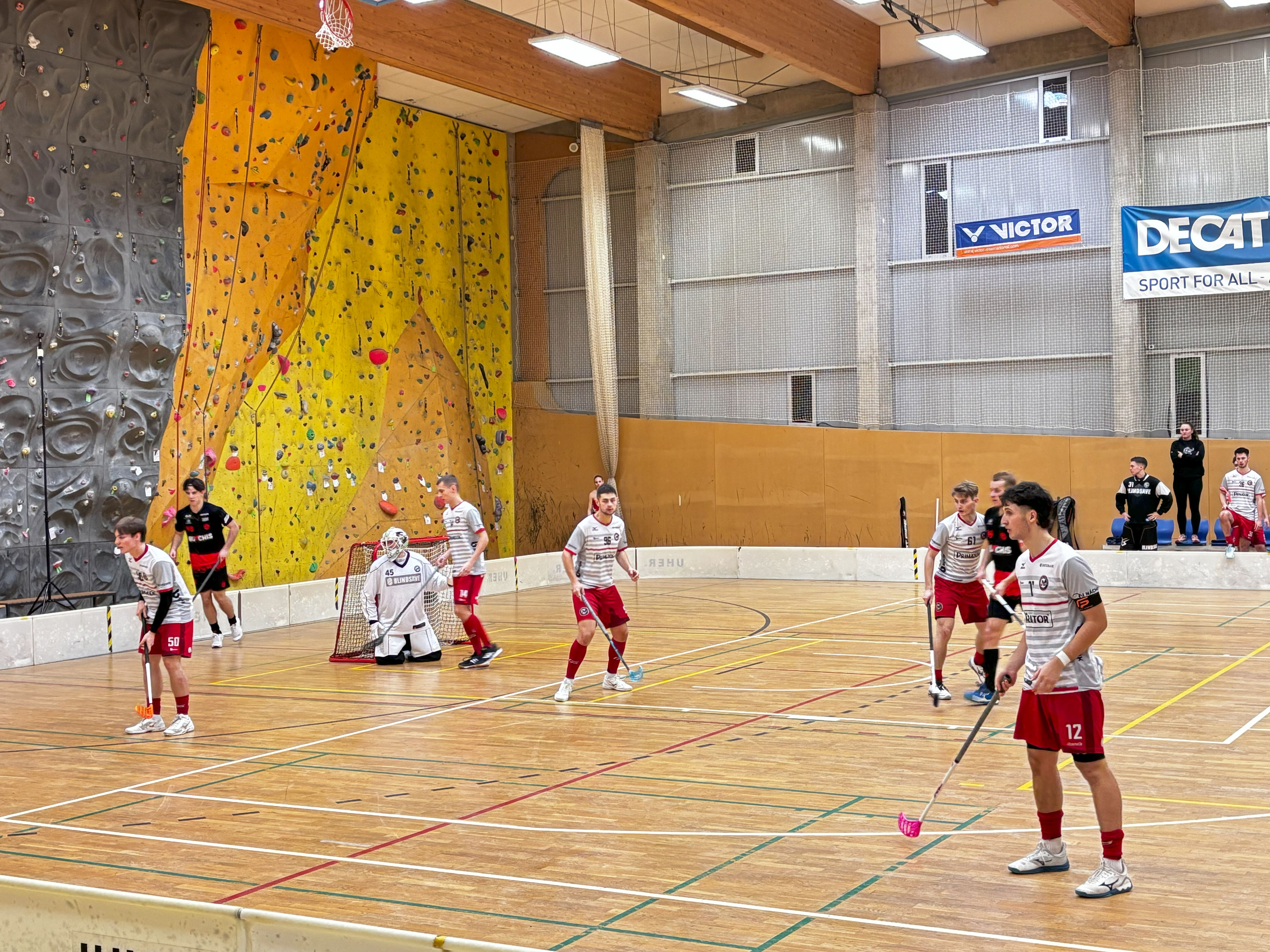
Mužský tým v sezóně 2024/2025

Tým mužů bude od sezóny 2025/2026 hrát třetí nejvyšší soutěž, Národní ligu, kam sestoupil v předchozím ročníku po jedné sezóně ve vyšší soutěži, 1. lize.
1. ligu hrál tým již i dříve v ročnících 2006/2007 až 2007/2008, 2011/2012 a 2018/2019. Největším úspěchem týmu byla účast ve čtvrtfinále 1. ligy v sezóně 2006/2007.

## Mužský tým
| Sezóna    | Úroveň | Soutěž       | Umístění | Poznámka |
| --------- | ------ | ------------ | -------- | --- |
| 2005/2006 | 3      | 3. liga      |          | První místo v Divizi II – Postup do vyšší ligy |
| 2006/2007 | 2      | 1. liga      | 7.       | Vypadnutí ve čtvrtfinále play-off proti TJ Znojmo |
| 2007/2008 | 2      | 1. liga      | 11.      | Prohra v 1. kole play-down proti FBŠ ASICS Jihlava – Sestup do nižší ligy                                                                                 |
| 2008/2009 | 3      | 2. liga      |          | [ 9 ] |
| 2009/2010 | 3      | 2. liga      |          | [ 10 ] |
| 2010/2011 | 3      | 2. liga      |          | Výhra v 1. kole play-up proti FBC Plzeň – Postup do vyšší ligy                                                                                            |
| 2011/2012 | 2      | 1. liga      | 11.      | Prohra v 1. kole play-down proti Sokol Erupting Dragons H. Brod – Sestup do nižší ligy                                                                    |
| 2012/2013 | 3      | 2. liga      |          | [ 12 ] |
| 2013/2014 | 3      | 2. liga      |          | Tým nepostoupil do nově vzniklé Národní ligy, byl tak zařazen do Divize                                                                                   |
| 2014/2015 | 4      | Divize       |          | [ 14 ] |
| 2015/2016 | 4      | Divize       |          | [ 15 ] |
| 2016/2017 | 4      | Divize       |          | Prohra v 2. kole play-up proti FK Orel Telnice – Výhra v baráži proti Paskov Saurians – Postup do vyšší ligy                                              |
| 2017/2018 | 3      | Národní liga | 2.       | Prohra ve finále play-off proti 1. FBK Rožnov p/R – Prohra v baráži proti FBŠ Hummel Hattrick Brno – Dodatečný postup jako náhrada za nepřihlášený Rožnov |
| 2018/2019 | 2      | 1. liga      | 13.      | Prohra v 2. kole play-down proti 1. MVIL Ostrava WOOW – Sestup do nižší ligy                                                                              |
| 2019/2020 | 3      | Národní liga |          | Sezóna ukončena po dvou prohraných zápasech v 1. kole play-down proti SK Florbal Benešov                                                                  |
| 2020/2021 | 3      | Národní liga |          | Sezóna ukončena po neúplných pěti odehraných kolech základní části                                                                                        |
| 2021/2022 | 3      | Národní liga |          | Vypadnutí ve čtvrtfinále play-off proti FAT PIPE Traverza Mukařov                                                                                         |
| 2022/2023 | 3      | Národní liga |          | Vypadnutí ve čtvrtfinále play-off proti ASK Orka Čelákovice                                                                                               |
| 2023/2024 | 3      | Národní liga |          | Prohra ve finále play-off proti FBŠ SLAVIA Fat Pipe Plzeň – Výhra v baráži proti FAT PIPE Start98 – Postup do vyšší ligy                                  |
| 2024/2025 | 2      | 1. liga      | 13.      | Prohra v play-down proti ASK Orka Stará Boleslav – Sestup do nižší ligy                                                                                   |